# Karl Markt
Karl Markt (nascido em 8 de março de 1980) é um atleta austríaco que compete no ciclismo de montanha. Competiu nos Jogos Olímpicos de Verão de 2012 em Londres, representando a Áustria na corrida de cross-country, terminando na vigésima posição.

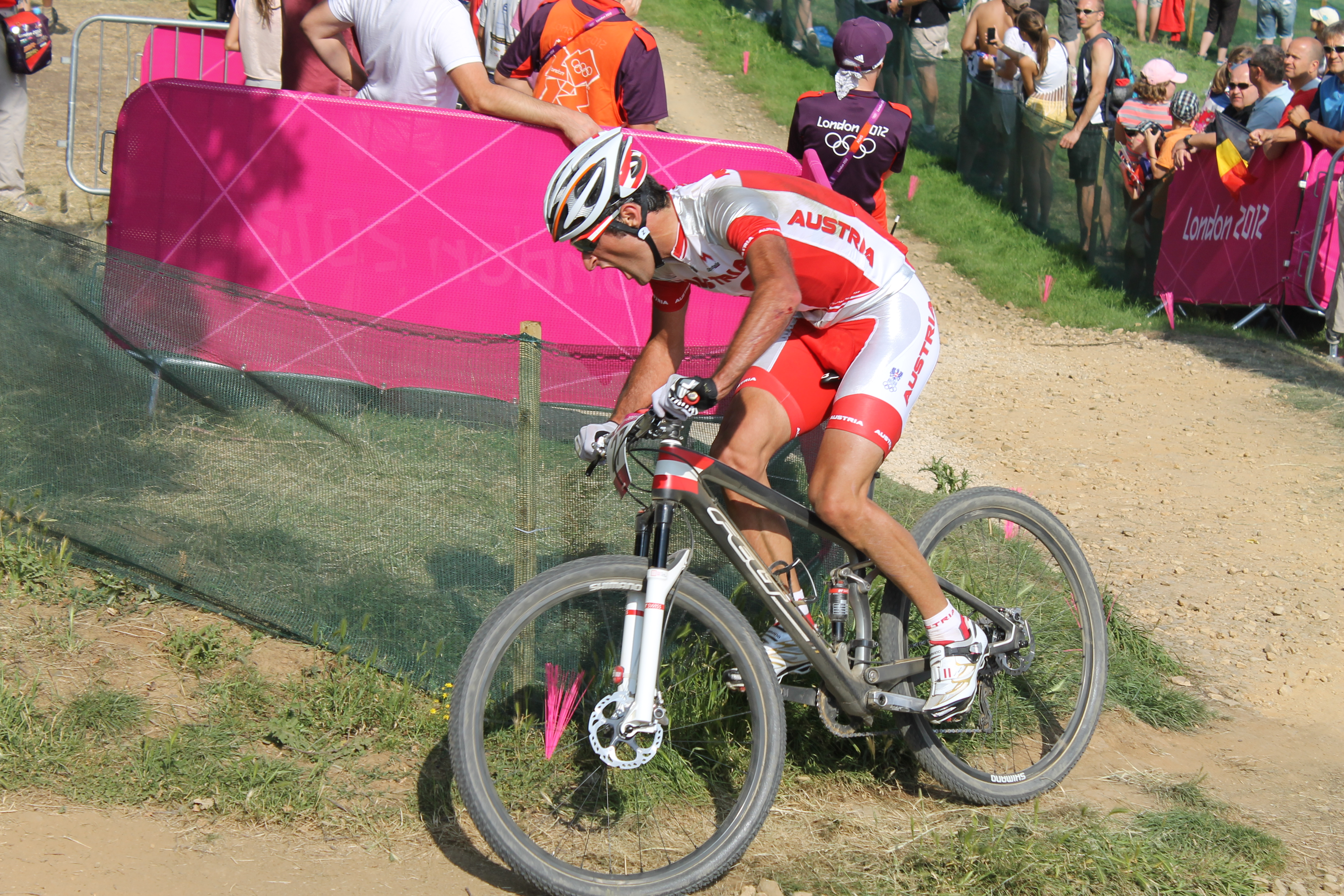
Markt nos Jogos Olímpicos de 2012